# سبد السهول
سبد السهول (الاسم العلمي: Caprimulgus inornatus) (بالإنجليزية: Plain Nightjar)‏ هو طائر ينتمي إلى طائر السبد (فصيلة: Caprimulgidae).